# Baktay Ervin
Erdőbaktai Baktay Ervin (1925-ig Gottesmann; Dunaharaszti, 1890. június 24. – Budapest, 1963. május 7.) festőművész, művészettörténész, orientalista, asztrológus, író, műfordító. 
Festőként kezdte pályafutását, de felhagyott azzal, hogy a keleti vallásokat és művészetet tanulmányozza, és elismert indológussá vált.

## Élete

### Származása
Zsidó–osztrák–francia–német gyökerekkel  egyaránt bíró nemesi családban született Magyarországon. Apja Gottesmann Raoul, anyja Martonfalvy Antónia Alojzia volt. 35 éves koráig ő is a Gottesmann nevet viselte.

### Életpályája
A budapesti Képzőművészeti Akadémián, majd Münchenben tanult festőművészetet, Hollósy Simonnál. Az első világháborúban a fronton szolgált. Megtudta, hogy az ő születése előtt két évvel elhunyt kollégája, Schöfft József Ágoston indiai útján találkozott Kőrösi Csoma Sándorral, akit le is rajzolt. (Ez az egyetlen hiteles portré a nagy tibetistáról.) Az 1920-as évek elején fordítások, könyvek közreadása útján igyekezett megismertetni az indiai kultúrát. 
1926–1929 között Indiában tanulmányozta az ottani vallásokat és kultúrát. 1928-ban felkutatta Kőrösi Csoma egykori tartózkodási helyeit és emlékeit. 1929-ben maláriás betegen tért haza. 
1931 eleje körül előbb a kismarosi szigeten, majd Verőcén, a római romokkal szemben alapított „indián törzset és tábort”, amely 1963. május 7-én bekövetkezett halála után is fennmaradt. 1930–1944 között A Földgömb című lap egyik szerkesztője volt. 1933-ban a Debreceni Egyetemen bölcsészdoktorrá avatták. 
1946-tól 1958-ig a Hopp Ferenc Kelet-ázsiai Művészeti Múzeum helyettes igazgatója, az ELTE megbízott előadója volt. 1956–57-ben az indiai kormány meghívására újabb tanulmányutat tett Indiában: egyike volt annak a tizenhét nem buddhista személynek, akiket meghívtak a Buddha születésének 2500. évfordulójára rendezett nagyszabású ünnepségsorozatra, 1956-ban. 1959-ben részt vett az Iparművészeti Múzeumban rendezett Ázsia művészete című kiállítás előkészítésében. 
Nyugalomba vonulása után számos külföldi országban (Anglia, Svédország) tartott előadást India művészetéről.
F.W. Bain angol írónak majdnem minden művét lefordította. 

## Családja
Testvére Gottesmann Marie-Antoinette, akinek Simlá rádzsájának fiával, Umrao Sher-Gillel kötött házasságából született lánya, Amrita Sérgil India egyik legnagyobb modern festője.
Unokatestvére volt Gottesmann Ernő filmproducer, gyártásvezető.

## Emlékezete
Érden és Dunaharasztiban szobra áll. Szülővárosában gimnázium viseli nevét.

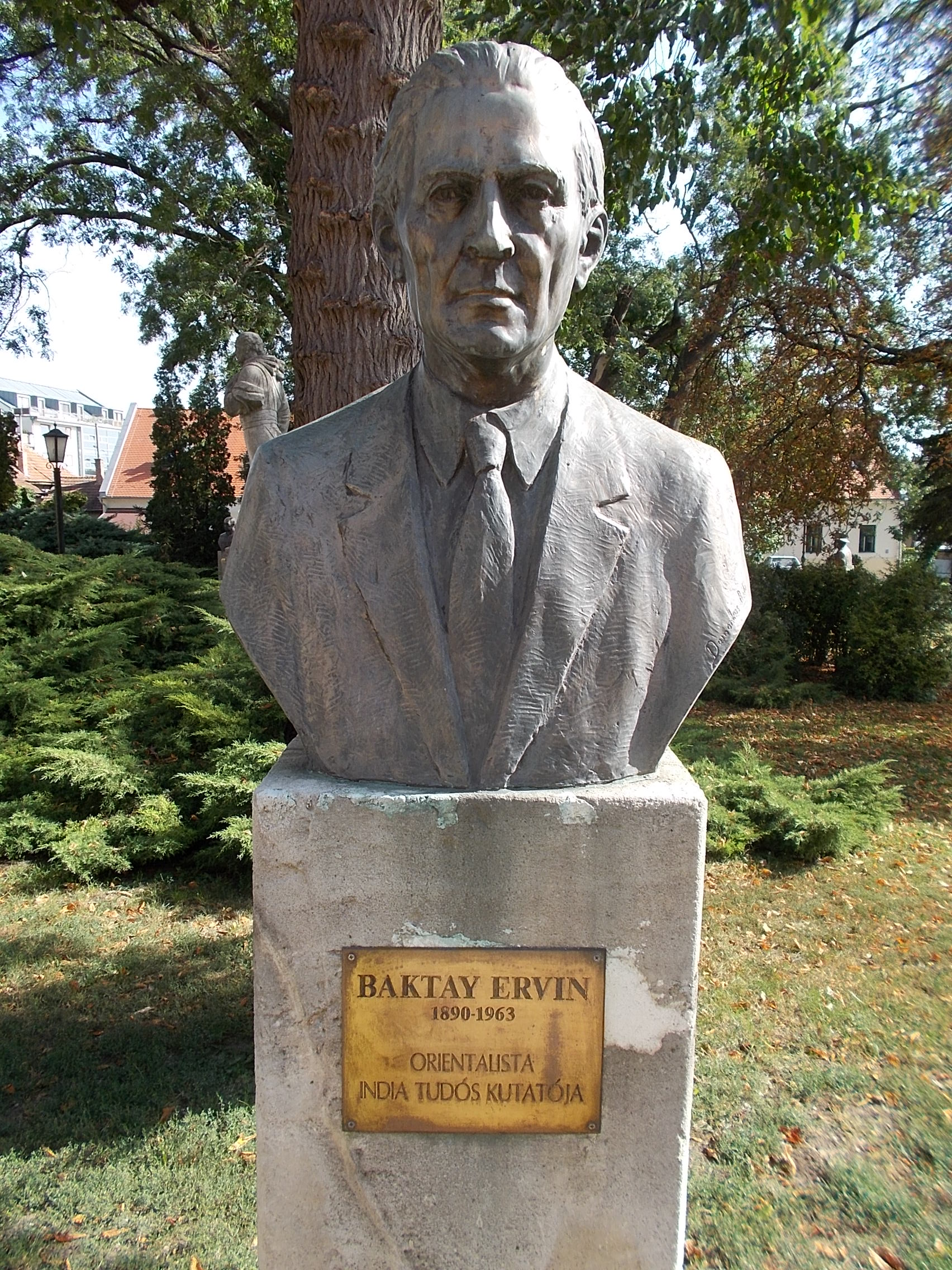
A mellszobra Érden (Domonkos Béla alkotása, 1991)

Emléktáblája egykori lakóhelye (Budapest XI. kerület, Eszék utca 16/a. számú ház) falán, szobra (Domokos Béla műve) a Magyar Földrajzi Múzeum parkjában látható. 
Nevét vették fel az alábbi szervezetek:
- Baktay Ervin Asztrológiai Egyesület
- Baktay Ervin Gimnázium és Vízügyi Szakközépiskola, Dunaharaszti
- Baktay Ervin Alapítvány

## Művei

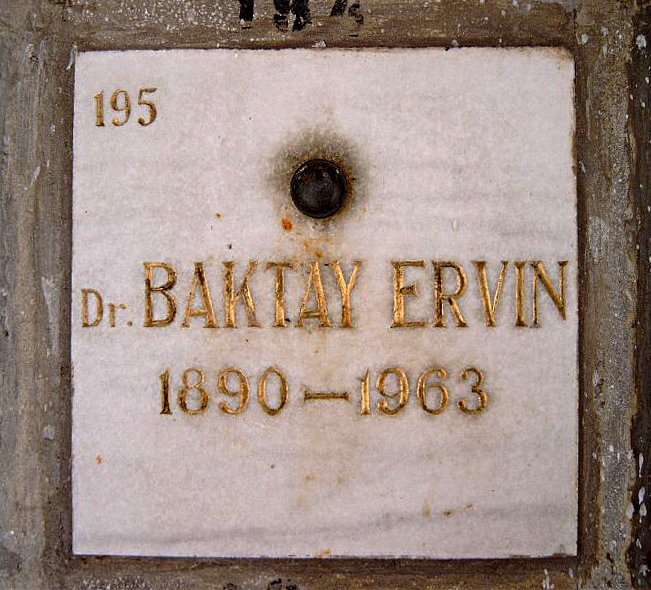
Baktay Ervin sírja a budapesti Farkasréti temetőben (608-195. templomi fülke)

### Írások
- Rabindranáth Tagore; Fővárosi Könyv-Lapkiadó, Budapest, 1921 (A kultúra nagyjai)
- Rabindranath Tagore az ember, a művész és a bölcs; Világirodalom, Budapest, 1922 (A világirodalom gyöngyei)
- A világ tetején. Kőrösi Csoma Sándor nyomdokain nyugati Tibetbe; Lampel, Budapest, 1930 (A Magyar Földrajzi Társaság könyvtára)
- India. India múltja és jelene, vallásai, népélete, városai, tájai és műalkotásai. 1-2. köt.; Singer és Wolfner, Budapest, 1931
- Magyar utazó Indiában. Útleírás; Singer-Wolfner, Budapest, 1933 (A magyar ifjúság könyvei)
- A boldog völgy országa. Barangolások Kasmírban; Franklin, Budapest, 1934 (A Magyar Földrajzi Társaság könyvtára)
- A messzeségek vándora. Kőrösi Csoma Sándor Indiában és Tibetben (Budapest, 1934, 1960)
- Szanátana dharma az örök törvény. A hindu világszemlélet ismertetése; Révai, Budapest, 1936 (Világkönyvtár)
- A Pandzsáb. Az Öt Folyó országa; Franklin, Budapest, 1937 (A Magyar Földrajzi Társaság könyvtára)
- Baktay Ervin–Bulla Béla: India, Ausztrália és Óceánia; Révai, Budapest, 1938 (A föld felfedezői és meghódítói)
- Hindusztán; Franklin, Budapest, 1938 (A Magyar Földrajzi Társaság könyvtára)
- Baktay Ervin–Juhász Vilmos–Temesy Győző: Észak-, Közép- és Dél-Amerika; Révai, Budapest, 1938 (A föld felfedezői és meghódítói)
- Indiai éveim I-II. (Budapest, Révai, 1938, 1939)
- Királyfiak földjén. Rádzsputána és Gudzsarát; Franklin, Budapest, 1939 (A Magyar Földrajzi Társaság könyvtára)
- Jancsi nyeregbe száll. Ifjúsági regény; Révai, Budapest, 1940
- A diadalmas jóga. Rádzsa jóga. A megismerés és önuralom tana; Pantheon, Budapest, 1942
- Háromszéktől a Himalájáig. Kőrösi Csoma Sándor életútja; Vörösváry, Budapest, 1942
- India szabadságot akar; Írás, Budapest, 1942 (Világpolitikai könyvek)
- A csillagfejtés könyve (Budapest, 1942, 1943, 1945, 1989, 2000)
- India bölcsessége (Budapest, 1943, 2000)
- India művészete (Budapest, 1958, 1963, 1981)
- A messzeségek vándora (Budapest, 1960)
- Kőrösi Csoma Sándor (Budapest, 1962, 1963, 1981, 2000)
- Indiai regék és mondák (Budapest, 1963-tól)
- Asztrológiai prognózis (Budapest, 2001)
- Indiai éveim; sajtó alá rend., előszó Bethlenfalvy Géza; Palatinus, Budapest, 2004
- Homo Ludens – Emlékeim nyomában; szerk. Hegymegi Kiss Áron, tan. Kelényi Béla; Iparművészeti Múzeum, Budapest, 2013 (Bibliotheca Hungarica artis Asiaticae) ISBN 978-615-5217-11-1
- Keleti levelek, 1–2.; szerk. Frazer-Imregh Monika, Kelényi Béla, Válóczi Róbert; Hopp Ferenc Kelet-ázsiai Művészeti Múzeum, Budapest, 2017
- India és Indonézia felfedezése és meghódítása

### Műfordítások
- F.W. Bain művei
- Mahábhárata (Budapest, 1923)

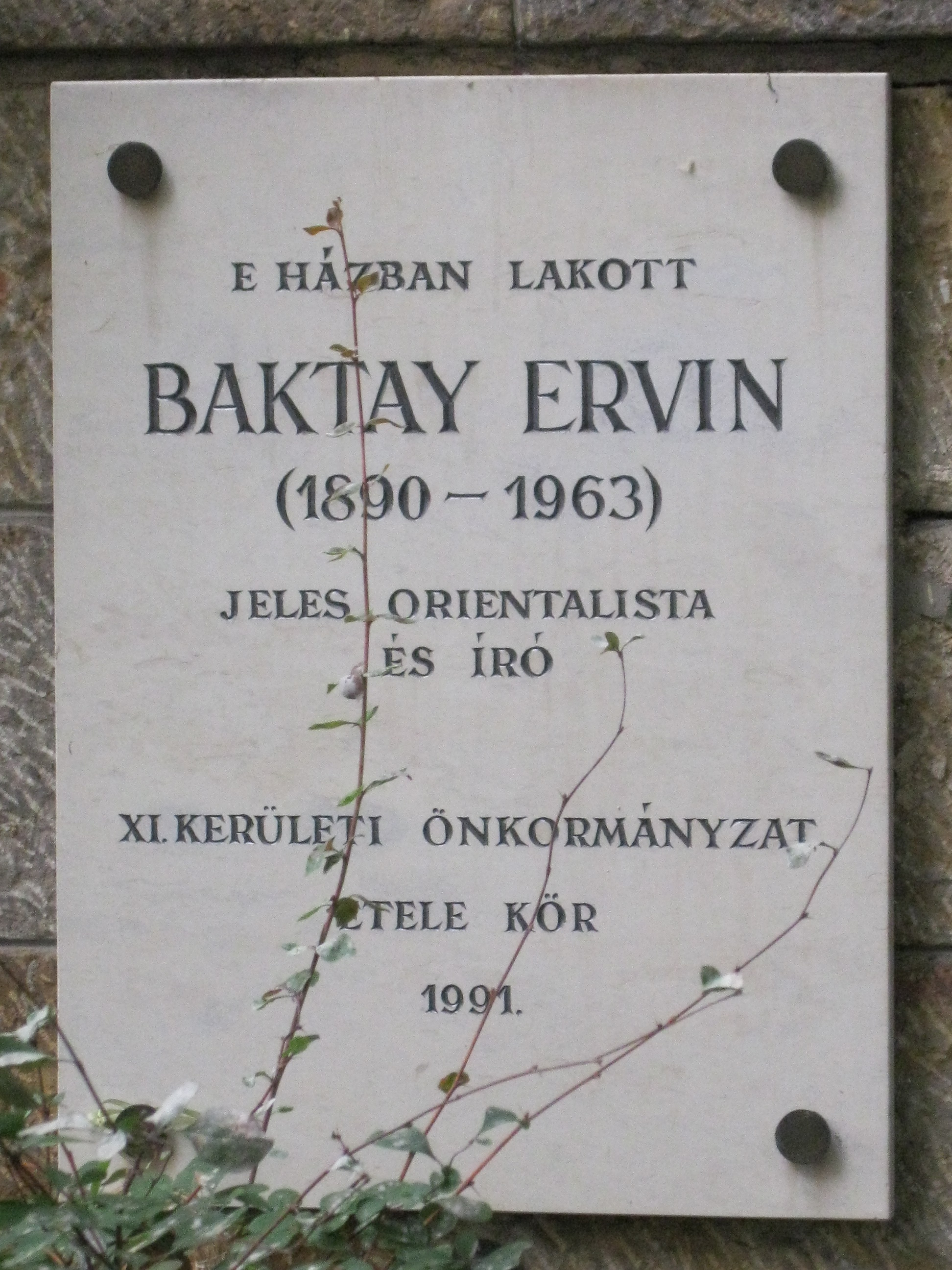
Emléktáblája egykori lakóhelye falán

- Omár Khajjám: Rubáík (Budapest, 1936)
- Rámájana és Mahábhárata (Budapest, 1960)
- Vátszjájana: Káma szútra (Barka kiadó, Budapest, 1947)
- Paul Brunton: India titkai
- Grey Owl: Két kicsi hód
- Grey Owl: A rengeteg zarándokai
- Hosszú Lándzsa emlékezései - Egy indiánfőnök önéletrajza (1928)
- Patrick L. Chalmers (összeállította): A walesi herceg keletafrikai vadászútja, (Franklin, 1936, Világjárók)
- Karl Adolph Gjellerup: A zarándok Kámanita – Legendás regény (Athenaeum, Budapest, 1922,Híres könyvek)